# Крылья
«Кры́лья» — український російськомовний хеві-метал гурт.

## Історія гурту
Гурт «Крылья» був утворений у 2004 році в місті Миколаєві, і відразу обрав курс на розвиток у руслі класичного heavy. Під враженням як від західних, так і вітчизняних команд група почала писати свої композиції, до яких досить таки з великою симпатією поставилась місцева аудиторія. Із самого початку група вирішила виконувати свої пісні російською мовою. Тематика пісень балансує від проблем, що підіймаються життям, до міфічних легенд і оповідей. Також, чим можна охарактеризувати колектив, — це мелодикою композицій, що добре запам'ятовуються, і яскравим пронизливим вокалом.
У 2007 році група випустила свій перший студійний демо-альбом під назвою «Время пошло» (рос. Час пішов). У процесі запису музиканти набули неоціненного досвіду роботи на студії, а також підвищили свій технічний рівень завдяки співпраці із справжніми професіоналами своєї справи. В результаті демо-альбом «Время пошло» був вдало запущений у мережі Інтернет. Особливо широку інформацію він отримав після приміщення альбому на сайті Mastersland [Архівовано 14 січня 2014 у Wayback Machine.]. Також 2007 рік ознаменувався зміцненням складу, що існував на той момент, завдяки чому група вперше виступає на фестивалях міжнародного рівня, таких як байк-зліт «Гоблин-шоу 2007» і «Осінній рок-н-рол 2007» (останній як хедлайнери), які проходили в Одесі. Восени того ж року група починає свою співпрацю з творчим об'єднанням «Golden Horde Promotion», яка продовжується і до цього дня, і вперше під його керівництвом виступає в Одесі 3 листопада на «Classic Metal Party (Tribute to Iron Maiden)», спільно з провідними командами України.
Початок 2008 року ознаменувався черговим оновленням команди шляхом приходу професіональніших музикантів. І відразу ж на початку року група бере участь у телевізійному конкурсі «Музичний бум», де займає перше місце. Далі в лютому слідує сумісний концерт в Одесі з групою Эпидемия (Москва) і гуртом Conquest (Київ). Навесні група приступає до роботи над новим матеріалом. Група виступає на міжнародному байк-зліті у Львові. Влітку випускається інтернет-сингл Крила. У вересні група виступила в Санкт-Петербурзі спільно з гуртом Citadel в клубі «Арктика».
У лютому 2009 року починається запис наступного альбому. У 2009 гурт активно гастролює Україною та Росією (Севастополь, Одеса, Львів, Москва, Київ), і виступає хедлайнером на закритті міжнародного фестивалю «Гоблін Шоу 11». Після випуску альбому «В краю втрачених душ» восени 2009 року група відразу ж починає роботу над матеріалом наступного альбому.

## Дискографія
| Назва                 | Переклад              | Тип                | Видавець       | Рік  |
| --------------------- | --------------------- | ------------------ | -------------- | ---- |
| Время пошло           | Час пішов             | Демо               | Bestia Records | 2007 |
| Крылья                | Крила                 | Макси-сингл        | Інтернет-реліз | 2008 |
| В краю потерянных душ | В краю загублених душ | Повноцінний альбом | CD-Maximum     | 2009 |
| Тамерлан              |                       | Сингл              | Інтернет-реліз | 2010 |